# آرسیتس

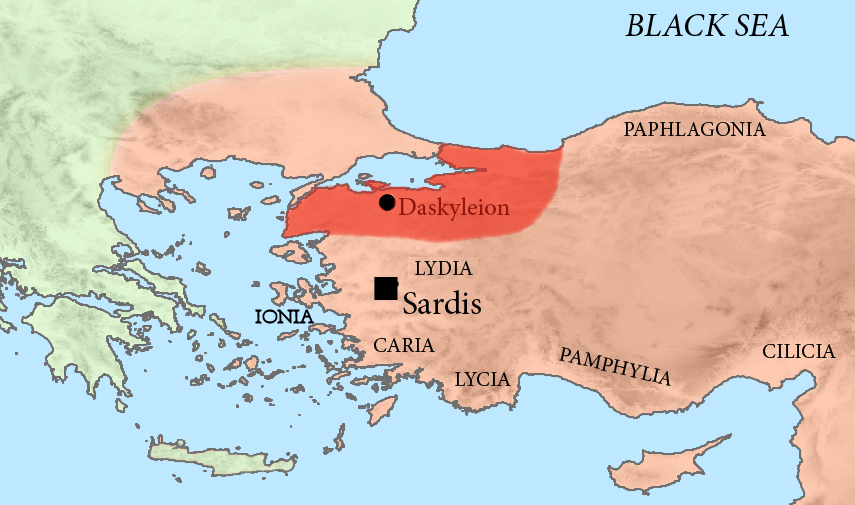
موقعیت فریگیه هلسپونت، و مرکز استان داسکیلیون، در شاهنشاهی هخامنشی، ۵۰۰ پیش از میلاد

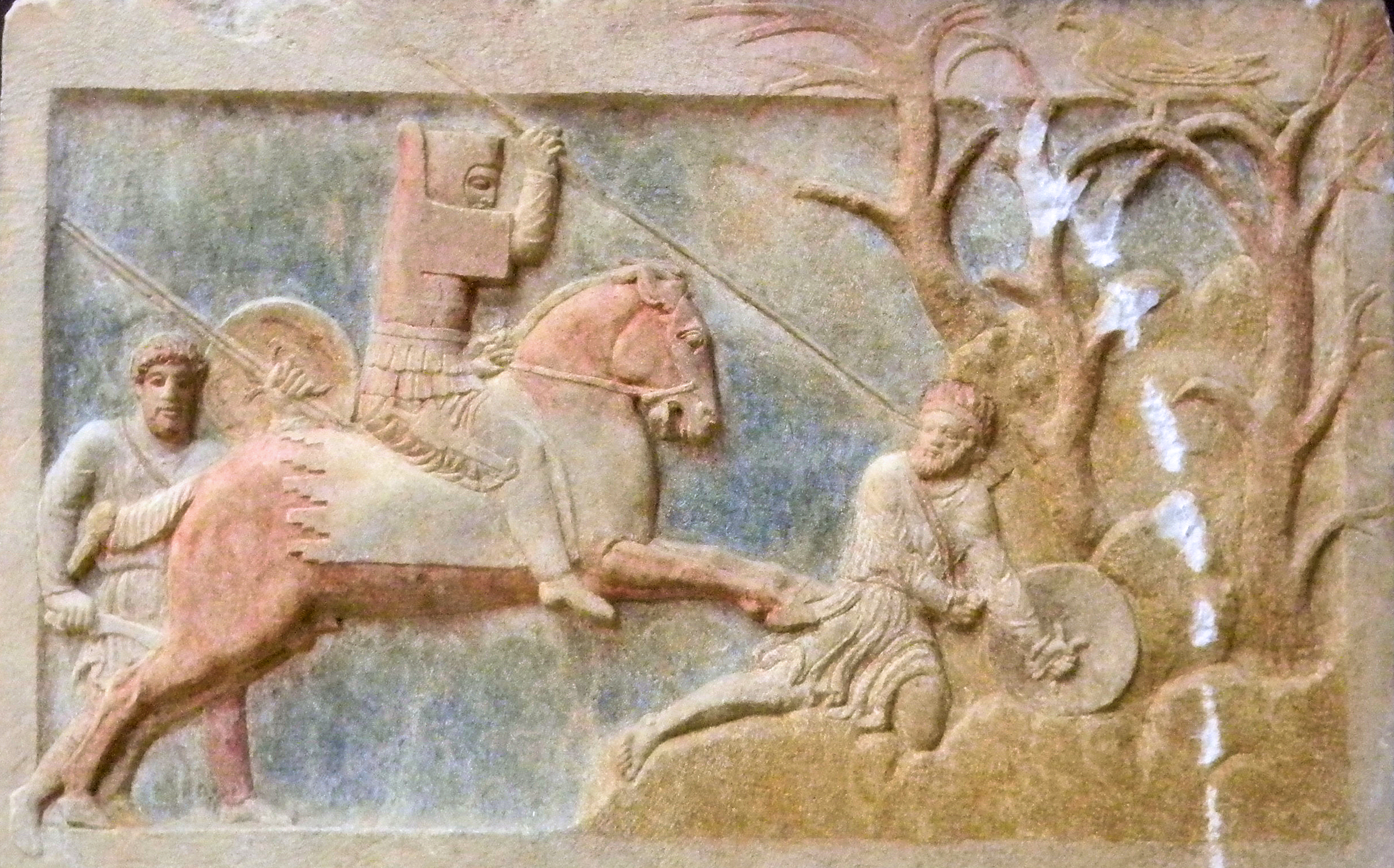
سواره‌نظام دودمان هخامنشی فریگیه هلسپونت به پیاده‌نظام سبک‌اسلحه یونانی حمله می‌کند "، تابوت‌دان چاناق‌قلعه، اوایل سده چهارم پیش از میلاد.

آرسیتس (پارسی باستان: *R̥šitaʰ; یونانی باستان: Ἀρσίτης Arsítēs; یکی از سرداران اردشیر سوم و داریوش سوم و ساتراپ پارسی فریگیه هلسپونت در شاهنشاهی ‌هخامنشی در سده چهارم پیش از میلاد بود. ساتراپی او همچنین شامل منطقه پافلاگونیا بود.
در سال ۳۴۰ پیش از میلاد، او احتمالاً به درخواست اردشیر سوم، یک نیروی مزدور را به رهبری آپولودوروس آتنی برای دفاع از پرینتوس که توسط فیلیپ دوم مقدونی محاصره شده بود، فرستاد. این عملیات موفقیت آمیز بود و از پیشروی بیشتر فیلیپ به آسیای کوچک جلوگیری کرد.
اما در بهار ۳۳۴ پیش از میلاد اسکندر مقدونی پس از عبور از هلسپونت در قلمرو آرسیتس پا به آسیای کوچک گذاشت. سپس آرسیتس در ائتلاف ساتراپ‌های ایرانی آسیای کوچک برای مقابله با وی شرکت کرد. در شورای جنگی متعاقب زلیا، او عمدتاً در مخالفت با نقشه زمین سوخته ارائه شده توسط ممنون بود. در نبرد گرانیک، او سواره‌نظام پافلاگونی را در جناح چپ ایرانیان درست در سمت راست آرشام و ممنون رودسی فرماندهی کرد.
آرسیتس از میدان نبرد در گرانیک گریخت، اما اندکی بعد با این احساس که تقصیر شکست باید به گردن او بیفتد، خودکشی کرد. ساتراپی او اولین ساتراپی بود که در خاک آسیا به دست اسکندر افتاد. سپس اسکندر یکی از سرداران خود، کالاس را به عنوان ساتراپ جدید منصوب کرد.
آرسیتس پسری به نام میتروپاست داشت که پس از مرگ پدرش به جزیره‌ای در خلیج فارس گریخت. در سال ۳۲۵/۴ پیش از میلاد او توسط فرمانده نیروی دریایی نئارخوس از جزیره برده شد و در بقیه سفر با او همراه شد.

## دودمان فارناکیان
حکمرانان دودمان فارناکیان و زمان خدمتشان به ترتیب عبارتند از:
- فارناک یکم (۵۵۰–۴۹۷ پیش از میلاد)
- آرتاباز یکم (۴۸۰–۴۵۵ پ.م.)
- فارناباز یکم (۴۵۵–۴۳۰ پ.م.)
- فارناک دوم (۴۳۰–۴۲۲ پ.م.)
- فارناباز دوم (۴۲۲–۳۸۷ پ.م.)
- آریوبرزن (۴۰۷–۳۶۲ پ.م.)
- آرتاباز دوم (۳۸۹–۳۲۹ پ.م.)
- فارناباز سوم (۳۷۰–۳۲۰ پ.م.)
- آرسیتس (- پ.م.) آخرین ساتراپ ایرانی فریگیه هلسپونت